# Dirphia monticola
Dirphia monticola är en fjärilsart som beskrevs av Hans Zerny 1924. Dirphia monticola ingår i släktet Dirphia och familjen påfågelsspinnare. Inga underarter finns listade i Catalogue of Life.